# Cantone di La Ferté-Macé
Il Cantone di La Ferté-Macé è una divisione amministrativa dell'arrondissement di Alençon e dell'arrondissement di Argentan.
A seguito della riforma approvata con decreto del 25 febbraio 2014, che ha avuto attuazione dopo le elezioni dipartimentali del 2015, è passato da 9 a 15 comuni.

## Composizione
I 9 comuni facenti parte prima della riforma del 2014 erano:
- Antoigny
- Couterne
- La Ferté-Macé
- Lonlay-le-Tesson
- Magny-le-Désert
- Méhoudin
- Saint-Maurice-du-Désert
- Saint-Michel-des-Andaines
- La Sauvagère

Dal 2015 i comuni appartenenti al cantone sono i seguenti 15:
- Banvou
- Beauvain
- Bellou-en-Houlme
- La Coulonche
- Dompierre
- Échalou
- La Ferrière-aux-Étangs
- La Ferté-Macé
- Lonlay-le-Tesson
- Messei
- Saint-André-de-Messei
- Saint-Maurice-du-Désert
- Saint-Michel-des-Andaines
- Saires-la-Verrerie
- La Sauvagère